# Chaufferie centrale du quartier des Hauts-Tarterêts
La Chaufferie centrale du quartier des Hauts-Tarterêts est une chaufferie construite en 1970 par l'architecte Roland Dubrulle et Jean-Pierre Jouve dans la commune de Corbeil-Essonnes.
La chaufferie est inscrite au titre des monuments historiques depuis le 7 avril 2016.